# Tony Thomas
Anthony William „Tony“ Thomas (* 31. Juli 1927 bei Portsmouth, England, Großbritannien; † 8. Juli 1997 in Burbank, Kalifornien, USA) war ein britisch-US-amerikanischer Filmhistoriker, Fernseh- und Musikproduzent. Er hat zahlreiche Bücher über bedeutende Filmschaffende verfasst und galt als Experte auf dem Gebiet der Filmmusik und deren Geschichte.

## Leben
Anthony William Thomas kam am 31. Juli 1927 in der Nähe von Portsmouth in England als Sohn eines Kapellmeisters der Royal Marines zur Welt. Er hatte noch zwei Brüder, Graham und Ross, sowie eine Schwester, Christine.
Im Alter von 18 Jahren ging er nach Kanada, wo er 1948 beim Rundfunk als Ansager der Canadian Broadcasting Corporation begann. Im weiteren Verlauf seiner Karriere wurde er schließlich Autor und Produzent für das CBC-Radioprogramm und spezialisierte sich auf die Themengebiete Filmindustrie und Hollywood. Später betätigte er sich als Autor und Moderator der CBC-Fernsehreihe As Time Goes By und gehörte zum Rateteam der ab 1962 ausgestrahlten Spielshow Flashback.
Im Jahr 1966 siedelte Tony Thomas nach Los Angeles über, wo er seine filmhistorischen Untersuchungen intensivierte und ein Experte auf diesem Gebiet der noch jungen Filmwissenschaften wurde. Er verfasste mehrere umfangreiche Studien zu einzelnen Filmgenres, Filmstudios und Zeitabschnitten, darunter The Busby Berkeley Book (1973), The Films of the Forties (1975), Hollywood’s Hollywood. The Movies About the Movies (1975, zusammen mit Rudy Behlmer), The Great Adventure Films (1976), The Films of 20th Century Fox (1979, zusammen mit Aubrey Solomon), Hollywood and the American Image (1981), The Cinema of the Sea. A Critical Survey and Filmography, 1925–1986 (1988) und The Best of Universal (1990). Außerdem schrieb er Biografien der Hollywood-Stars Burt Lancaster (1975) und Gregory Peck (1977), die auf Deutsch beide in der Heyne Filmbibliothek erschienen, sowie Errol Flynn (1990). Thomas hat sich mit Flynns Leben und Werk ein Leben lang beschäftigt und 1980 auch dessen Schriften herausgegeben.
Tony Thomas war auch einer der wichtigsten Autoren der international bekannten Citadel-Filmbücher. Für diese Reihe der Citadel Press steuerte er die Bände über die Filmkarrieren von Errol Flynn (1969), Kirk Douglas (1972), Gene Kelly (1974), Harry Warren (1975), Henry Fonda (1983), Olivia de Havilland (1983), Howard Hughes (1985) und James Stewart (1988) bei. Die Bände über die Filmarbeiten von Marlon Brando (1973) und Ronald Reagan (1980) erschienen auch in der von Joe Hembus herausgegebenen deutschsprachigen Edition der Citadel-Filmbücher im Goldmann Verlag. Für die Reihe International Film Guide Series verfasste er zudem mit Ustinov in Focus (1971) die erste ausführliche Darstellung der Filmografie Peter Ustinovs.
Einige seiner zahlreichen Interviews mit bedeutenden Hollywood-Persönlichkeiten veröffentlichte Thomas auch auf Schallplatten, so etwa Voices from the Hollywood Past. Tony Thomas in Conversation With Six Legendary Celebrities From the Golden Age of the Movies (1975).
Seine größte Bedeutung erwarb sich Thomas indes mit seinen Aktivitäten als Filmmusik-Historiker. Was die Filmmusik aus „Hollywoods goldener Ära“ der 1930er/1940er Jahre betraf, verfügte er über ein immenses Wissen und war Anfang der 1970er Jahre maßgeblich daran beteiligt, dieser bis dahin weithin übersehenen und von der seriösen Musikkritik nicht beachteten Musikgattung künstlerische Anerkennung zu verschaffen. So wurden besonders zu Anfang der 1970er Jahre noch Tausende Notenblätter, Aufnahmebänder und andere filmmusikalische Archivmaterialien achtlos entsorgt, um Lagerplatz in den Studios frei zu bekommen. Denn die Geschäftsführer vieler der großen Filmstudios hatten nur wenig Sinn für Geschichte und sahen damals auch keinerlei praktische Verwendungsmöglichkeiten für ihr angesammeltes historisches Film- und Fernsehmaterial. Es war vor allem die von Metro-Goldwyn-Mayer angeleierte Vernichtungsaktion ihrer reichhaltigen Sammlung klassischer Filmmusik-Manuskripte und Original-Aufnahmen, die eine Gruppe dagegen aufbegehrender Filmkenner auf den Plan rief. Diese Gruppe, zu der auch Thomas gehörte, formierte sich 1974 im Haus des Komponisten Fred Steiner. Und einige Jahre danach gehörte Thomas zu den Gründern der Society for the Preservation of Film Music (später umbenannt in The Film Music Society), in deren Vorstand er sich viele Jahre lang engagierte.
Besonders bedeutsam war seine erstmals 1973 veröffentlichte Studie Music for the Movies (dt. Filmmusik. Die großen Filmkomponisten – ihre Kunst und ihre Technik, 1995). Dieses Standardwerk stellte die erste ernsthafte Auseinandersetzung mit der Geschichte der Filmmusik und deren Beurteilung dar.
Neben dieser theoretischen Aufarbeitung beteiligte er sich aber auch praktisch an der Bewahrung der filmmusikalischen Schöpfungen Hollywoods, indem er im Lauf der Jahre insgesamt mehr als 50 Alben mit klassischer sinfonischer Filmmusik produzierte. So gründete er die Tony Thomas Productions und das Label Citadel Records, die Anfang der 1980er Jahre exklusiv 17 Langspielplatten mit der Musik Max Steiners für die Max Steiner Music Society und die Steiner-Erben herstellten. Er produzierte daneben aber auch Alben mit der Film- und Konzertmusik aller übrigen wichtigen Hollywood-Komponisten, darunter Erich Wolfgang Korngold, Alfred Newman, Herbert Stothart sowie Hans J. Salter und Miklós Rózsa, mit denen er sich besonders gut verstand.
Thomas verfolgte dabei jedoch einen anderen Ansatz als der Dirigent Charles Gerhardt, dem es mit seiner Schallplatten-Reihe Classic Film Scores ab 1972 mit großem Erfolg gelungen war, die klassischen Hollywood-Filmkomponisten einem breiten Publikum nahezubringen. Denn während Gerhardt auf Neueinspielungen mit modernster Aufnahmetechnik setzte, wollte Thomas die oftmals von den Komponisten selbst geleiteten historischen Originaleinspielungen bewahren und wieder zu Gehör bringen. Ein Konzept, das sich auf breiterer Basis erst einige Zeit später neben Neuaufnahmen etabliert hat, seit mit digitalem Mastering bemerkenswerte Restaurierungen historischer Tonaufnahmen möglich geworden sind.
Die Film Music Society ehrte Tony Thomas 1993 mit dem Film Music Preservation Award für „seine Beiträge zu Bewahrung, Verbreitung und Förderung der Filmmusik-Geschichte“ („for his contributions to the preservation, dissemination and promotion of film music history“).
Daneben wirkte Thomas als unabhängiger Autor und Produzent für das Fernsehen. Für den Sender PBS produzierte er die Dokumentationen Hollywood and the American Image, Back to the Stage Door Canteen und The West That Never Was, für den Discovery Channel Film Score: The Music of the Movies und Wild Westerns sowie The Hollywood Soundtrack Story und Michael Feinstein: Sing a Song of Hollywood für American Movie Classics. Weiter war Tony Thomas am Drehbuch für die ABC-Dokumentation The Fifty Years of Warner Bros. beteiligt, schrieb für die Steve-Allen-Serie Meeting of Minds und wirkte drei Jahre als Produzent und Autor der Reihe That's Hollywood. Daneben gehörte er zu den Autoren der Oscarverleihungen 1979 und 1984 und produzierte seit Ende der 1970er Jahre auch einige der Sequenzen dieser Oscar-Shows. Auch im Fernsehen war seine Stimme häufig zu hören. Bekannt ist er nicht zuletzt durch seine Anmoderationen der jährlichen Sendungen The Kennedy Center Honors und American Film Institute Salutes.
Thomas, der zuletzt mit seiner Lebensgefährtin Lorna Grenadier zusammenlebte, hatte einen Sohn, David, und eine Tochter, Andrea.
Kurz vor seinem 70. Geburtstag starb Tony Thomas am 8. Juli 1997 im Providence Saint Joseph Medical Center in Burbank an den Folgen einer Lungenentzündung.

## Schriften
- zusammen mit Rudy Behlmer und Clifford McCarty: The Films of Errol Flynn, Vorwort von Greer Garson, New York 1969
- Ustinov in Focus, London und New York 1971 (ISBN 0-498-07859-0)
- The Films of Kirk Douglas, Einführung von Vincente Minnelli, Secaucus (N.J.) 1972 (ISBN 0-8065-0297-5)
- Cads and Cavaliers. The Gentlemen Adventurers of the Movies, mit Illustrationen von John Lebold, South Brunswick 1973 (ISBN 0-498-01192-5)
- zusammen mit Jim Terry und Busby Berkeley: The Busby Berkeley Book, Vorwort von Ruby Keeler, Greenwich (Conn.), 1973 (ISBN 0-8212-0514-5)
- Music for the Movies, South Brunswick 1973 (2., erweiterte und aktualisierte Auflage Los Angeles 1997, ISBN 1-879505-37-1; dt. Filmmusik. Die großen Filmkomponisten – ihre Kunst und ihre Technik, Heyne-Filmbibliothek Nr. 222, München 1995, ISBN 3-453-09007-1)
- The Films of Marlon Brando, Secaucus (N.J.) 1973 (ISBN 0-8065-0370-X; dt. Marlon Brando und seine Filme, Citadel-Filmbücher bei Goldmann, München 1981, ISBN 3-442-10209-X)
- The Films of Gene Kelly, Song and Dance Man, Vorwort von Fred Astaire, Secaucus (N.J.) 1974 (ISBN 0-8065-0400-5)
- Harry Warren and the Hollywood Musical, Vorwort von Bing Crosby, Secaucus (N.J.), 1975 (ISBN 0-8065-0468-4)
- The Films of the Forties, Secaucus (N.J.) 1975 (ISBN 0-8065-0471-4)
- Burt Lancaster, New York 1975 (ISBN 0-515-03855-5; dt. Burt Lancaster. Seine Filme – sein Leben, Heyne-Filmbibliothek Nr. 29, München 1981 – 4. Auflage, München 1991, ISBN 3-453-86030-6)
- zusammen mit Rudy Behlmer: Hollywood’s Hollywood. The Movies About the Movies, Secaucus (N.J.) 1975 (ISBN 0-8065-0491-9)
- The Great Adventure Films, Secaucus (N.J.) 1976 (ISBN 0-8065-0556-7)
- Gregory Peck, New York 1977 (ISBN 0-515-04239-0; dt. Gregory Peck. Seine Filme, sein Leben, Heyne-Filmbibliothek Nr. 11, München 1979 – 6. Auflage, München 1991, ISBN 3-453-86011-X)
- zusammen mit Aubrey Solomon: The Films of 20th Century Fox. A Pictorial History, Secaucus (N.J.) 1979 (revidierte und erweiterte Auflage, Secaucus (N.J.) 1985, ISBN 0-8065-0958-9)
- als Herausgeber: Film score. The View From the Podium, South Brunswick (N.J.) 1979 (ISBN 0-498-02358-3)
- als Herausgeber: From a Life of Adventure. The Writings of Errol Flynn, Secaucus (N.J.) 1980 (ISBN 0-8065-0690-3)
- The Films of Ronald Reagan, Secaucus (N.J.) 1980 (ISBN 0-8065-0751-9; dt. Ronald Reagan und seine Filme, Citadel-Filmbücher bei Goldmann, München 1981, ISBN 3-442-10215-4)
- Hollywood and the American Image, Westport (Conn.) 1981 (ISBN 0-87000-525-1)
- The Films of Henry Fonda, Secaucus (N.J.) 1983 (ISBN 0-8065-0868-X)
- The Films of Olivia de Havilland, Vorwort von Bette Davis, Secaucus (N.J.) 1983 (ISBN 0-8065-0805-1)
- That’s Dancing!, New York 1984 (ISBN 0-8109-1682-7)
- Howard Hughes in Hollywood, Secaucus (N.J.) 1985 (ISBN 0-8065-0976-7 oder ISBN 0-8065-0970-8)
- A Wonderful Life. The Films and Career of James Stewart, Secaucus (N.J.) 1988 (ISBN 0-8065-1081-1)
- The Cinema of the Sea. A Critical Survey and Filmography, 1925–1986, Jefferson (N.C.) 1988 (ISBN 0-89950-342-X)
- The West That Never Was, New York (NY) 1989 (ISBN 0-8065-1121-4)
- Errol Flynn. The Spy Who Never Was, New York (NY) 1990 (ISBN 0-8065-1180-X)
- The Best of Universal, Vestal (N.Y.) 1990 (ISBN 0-911572-92-9)